# 나인 하프 위크
《나인 하프 위크》(영어: Nine 1/2 Weeks)는 미국에서 제작된 에이드리언 라인 감독의 1986년 에로 로맨틱 드라마 영화이다. 킴 베이싱어, 미키 루크 등이 출연하였고, 앤터니 루퍼스아이작스 등이 제작에 참여하였다.
미국 내 흥행에는 실패했으나 오스트레일리아, 캐나다, 프랑스, 독일, 영국 등 해외에서 인기를 끌었다.
1997년 속편인 《나인 하프 위크 2》가 공개되었다.

## 줄거리
소호 화랑 학예사 엘리자베스는 우연히 월가 트레이더 존을 만난 뒤 그에게 빠져들어 열정적인 관계로 접어든다. 존은 본인의 사생활을 전혀 공유하려 하지 않는 한편 잠자리 수위를 점점 높여가며 엘리자베스의 일거수일투족을 구속하고, 엘리자베스는 속수무책으로 존에게 종속되어 간다.

## 출연진
- 킴 베이싱어
- 미키 루크
- 마거릿 휘턴
- 데이비드 마귤리스
- 크리스틴 버랜스키
- 캐런 영
- 윌리엄 디애큐티스
- 올레크 크루파
- 빅터 트루로
- 줄리언 벡
- 댄 로리아

## 기타 제작진
- 협력 제작: 스티븐 루서
- 미술: 켄 데이비스
- 의상: 보비 리드